# Криминальная фишка от Генри
«Криминальная фишка от Генри» (англ. Henry's Crime — «Преступление Генри») — криминальная комедия 2011 года режиссёра Малькольма Венвилля. Мировая премьера — 7 апреля 2011 года. Релиз на DVD состоялся 16 июня 2011 года, на Blu-Ray 30 июня 2011.

## Сюжет
Генри Торн (Киану Ривз) — самый скучный парень в Америке, который работает контролёром при въезде на платное шоссе. Однажды друг Эдди Вайбс (Фишер Стивенс) просит его заменить одного игрока в бейсбольном матче, который является прикрытием для ограбления банка Буффало. Попытка ограбления срывается, и как единственного задержанного Генри осуждают за несовершенный налёт на банк. Сидя в тюрьме, Генри знакомится с соседом по камере, опытным зэком Максом (Джеймс Каан), который обучает его всем премудростям тюремной жизни. «Истинное преступление, — философствует Макс, — не осуществить свою мечту». Просидевшего шесть месяцев в тюрьме Генри посещает его подруга Дебби (Джуди Грир), которая сообщает ему, что уходит от него.
Выйдя из тюрьмы условно-досрочно через год вместо трёх, Генри решает действительно совершить преступление, за которое уже «авансом» отсидел, — ограбить тот же банк. Переходящего дорогу главного героя сбивает актриса театра Буффало, Юлия (Вера Фармига), в которую он влюбляется. Прочитав статью из газеты о старом тоннеле, ведущем из театра в банк, Генри решает заручиться помощью Макса, который сперва отказывает главному герою.
В конце концов, Макс выходит из тюрьмы, чтобы помочь Генри. Для начала приятели наведываются в банк, чтобы проверить, что хранилище никуда не делось и старый тоннель, который построили бутлегеры ещё в начале 1930-х, не обнаружен. Затем Макс напрашивается на экскурсию по театру и осматривает гримёрки, за тонкой стеной одной из них находится тот самый тоннель в хранилище банка. Тем временем Генри и Юлия обсуждают на сцене пьесу Чехова «Вишнёвый сад», в которой Юлия исполняет роль Раневской. Генри приглашает Юлию на свидание. Во время прогулки около Ниагарского водопада Генри откровенно рассказывает ей о плане ограбить банк.
Макс подстраивает так, что актёр, играющий Лопахина в пьесе, якобы получает приглашение участвовать в постановке на Бродвее. Режиссёр срочно ищет ему замену, и Юлия, по наводке того же Макса, предлагает кандидатуру Генри на роль Лопахина. Первая репетиция проходит успешно для Генри. Сообщники получают доступ в гримёрку и, не мешкая, приступают к разбору стены. К своему разочарованию, они обнаруживают, что тоннель засыпан кучей мусора. Им приходится привлечь ещё одного соучастника — мусорщика Джо. Пока Генри репетирует на сцене, грабители раскапывают тоннель и поднимают мусор на крышу.
Неожиданно планы преступников становятся известны охраннику банка, который требует свою долю, в обмен предлагая информацию о том, когда в хранилище будет много денег. Так в шайке появляется пятый соучастник. Шайка в очередной раз расширяется, когда Джо по пьянке разболтал всё своему школьному приятелю — тому самому Эдди, который подставил Генри в прошлый раз.
Жулики решаются на ограбление в день премьеры спектакля. Вечером инкассаторская машина привозит в банк большую сумму денег. Охранник даёт сигнал, и Джо с приятелем ломают стену в хранилище. Грабители забирают всё деньги. Неожиданно Эдди вынимает пистолет и требует отдать награбленное ему. Начинается потасовка, в которой Макс вырубает Эдди. Его связывают и бросают на дно тоннеля. Макс и Джо уезжают с деньгами, а Генри в образе Лопахина возвращается на сцену, где самовольно меняет концовку классической пьесы, предлагая Раневской уехать с ним в Москву.

## В ролях
| Актёр          | Роль               |
| -------------- | ------------------ |
| Киану Ривз     | Генри Торн         |
| Джеймс Каан    | Макс Зальцман      |
| Вера Фармига   | Юлия Иванова       |
| Джуди Грир     | Дебби Торн         |
| Петер Стормаре | Дерек Милодрагович |
| Билл Дьюк      | Френк              |
| Фишер Стивенс  | Эдди Вайбс         |
| Денни Хоч      | Джо                |

### Российский дубляж
| Актёр                | Роль               |
| -------------------- | ------------------ |
| Всеволод Кузнецов    | Генри Торн         |
| Игорь Старосельцев   | Макс Зальцман      |
| Елена Ивасишина      | Юлия Иванова       |
| Валентина Абрамова   | Дебби Торн         |
| Александр Новиков    | Дерек Милодрагович |
| Михаил Бескаравайный | Френк              |
| Андрей Бархударов    | Эдди Вайбс         |
| Константин Карасик   | Джо                |

## Мировые сборы
Картина собрала 204 940 $, из них 102 541 $ в США.

## Критика
Рейтинг фильма на IMDb: 6,00 баллов, на Кинопоиске: 6,3 баллов из 10.